# Fura y Tena

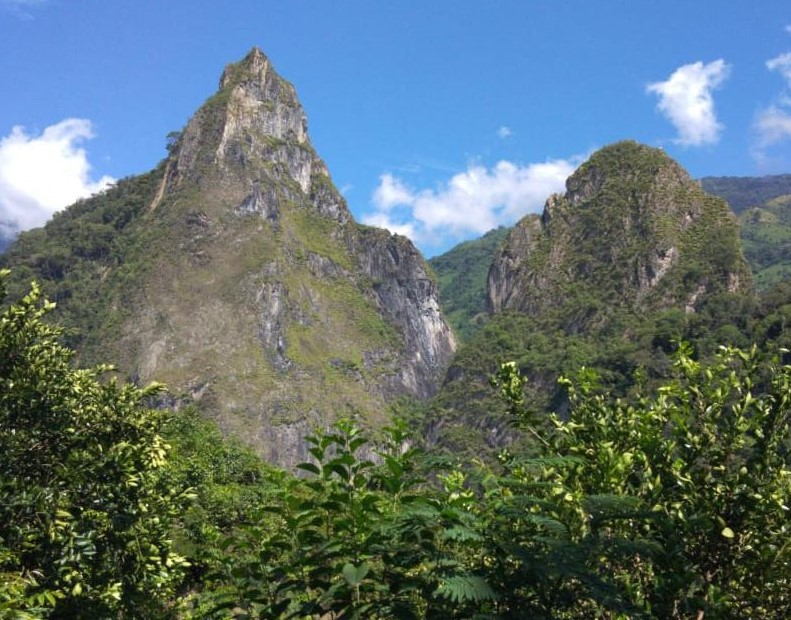
Tena (izquierda) y Fura (derecha) en el año 2020.

Fura y Tena son dos cerros situados en los municipios colombianos de San Pablo de Borbur, Pauna y Muzo localizados en la provincia de occidente del departamento de Boyacá muy conocido por sus yacimientos esmeraldíferos. Su nombre procede de la leyenda escrita por el doctor Julio Roberto Garavito. Las montañas presentan una altura de 840 m, (Tena) y 500 m (Fura). Están divididos por el río Minero Guaquimay.
La flora y fauna de los cerros muestra la riqueza natural de la región conformada por un bosque nativo de una impresionante variedad silvestre entre las que se destacan las 3000 variedades de mariposas que también forman parte de la historia.
Estas montañas fueron lugar de culto de los indígenas Muzos, considerado asiento de sus dioses y altar de sacrificios. 

## Características
El cerro de Fura ubicado al nor-oriente del municipio en la vereda de San Isidro, con una altura aproximada de 500 m. Los dos cerros se encuentran separados por el río Minero; Tena se encuentra ubicada en el municipio de Pauna con una altura aproximada de 840 m.

### Factores climáticos
Se encuentra entre los pisos térmicos cálido y medio cuya temperatura oscila entre 21 y 27 °C y la precipitación se presenta entre 1600 y 2000 mm.

### Flora
En su territorialidad; la riqueza y extraordinaria exuberancia de su flora, se nota que sus zonas altas y en las riveras de las quebradas, 
Dentro de los maderables se encuentran: Cedro, Guayacán, Guadua, Amarillo, Mopo, Bambú. También se encuentran cítricos como naranjos, mandarinos, limón dulce y limón agrio, mango y aguacate.
La vegetación en esta región se caracteriza por la riqueza y diversidad de especies de árboles que componen sus comunidades.

### Fauna
Hay una gran variedad de mamíferos, insectos y reptiles. Se encuentran animales como ardillas, Tinajo, Tigrillo, Perezoso, Armadillos, Chucha o Fara, Comadrejas y se reporta la presencia de Osos de anteojos. También Gavilanes, Búhos, pájaros carpinteros, Gallinazos, Palomas de talla pequeña, el Colibrí se observan en el grupo de las aves. 
Dentro de los insectos cabe destacar a Mariposa del género Morpho, cuyos hermosos colores azul y negro casi conducen hasta su extinción. Esta mariposa hace parte de la cultura de la zona.